# Arline Pretty
Arline Pretty (Washington, 5 settembre 1885 – Hollywood, 14 aprile 1978) è stata un'attrice statunitense del cinema muto.

## Biografia
Nata nel 1885 a Washington, Arline Pretty esordì nel cinema a 28 anni. Dopo il debutto in Love's Justice nel 1913 per una piccola compagnia indipendente, passò a lavorare per l'Independent Moving Pictures Co. of America (IMP) dove ebbe spesso come partner King Baggot, uno dei più noti attori del cinema muto, che la diresse anche in alcuni film.
Nel 1915, l'attrice lasciò la IMP per la Vitagraph, dove recitò diretta da Theodore Marston. Lavorò, quindi, per altri studios. Tra gli attori con cui lavorò, spiccano i nomi di Clara Bow, Wanda Hawley, Mary Alden, Viola Dana, Dustin Farnum, Stuart Holmes. Nel 1917, è co-protagonista di Come divenni deputato, dove ebbe come partner Douglas Fairbanks.
La sua carriera si svolse quasi esclusivamente durante il muto. Girò solo due film sonori: nel 1935 con Frank Borzage e nel 1955 con Nunnally Johnson. In totale, ha partecipato a 57 pellicole.
Morì il 14 aprile 1978, a Hollywood a 92 anni.

## Filmografia
La filmografia è completa. Quando manca il nome del regista, questo non viene riportato nei titoli
- Love's Justice, regia di Frank Whitman (1913)
- The Old Guard (1914)
- The Baited Trap (1914)
- A Mexican Warrior (1914)
- The Fatal Step (1914)
- One Best Bet (1914)
- The Silent Valley, regia di King Baggot (1914)
- The Man Who Was Misunderstood, regia di King Baggot (1914)
- Shadows, regia di George Edwardes-Hall (1914)
- The Turn of the Tide, regia di George Lessey (1914)
- The Treasure Train, regia di George Lessey (1914)
- Human Hearts, regia di King Baggot (1914)
- The Mill Stream, regia di George Lessey (1914)
- Three Times and Out (1915)
- The Millionaire Engineer, regia di George Lessey (1915)
- An Oriental Romance, regia di George Lessey (1915)
- Pressing His Suit, regia di George Lessey (1915)
- The Five Pound Note, regia di George Lessey (1915)
- One Night, regia di George Lessey (1915)
- The City of Terrible Night, regia di George Lessey (1915)
- The Man Who Found Himself, regia di Frank Hall Crane (1915)
- At the Banquet Table, regia di George Lessey (1915)
- A Life in the Balance, regia di George Lessey (1915)
- His New Automobile, regia di George Lessey (1915)
- An All Around Mistake, regia di George Lessey (1915)
- Brown's Summer Boarders, regia di George Ridgwell (1915)
- Sis, regia di George Ridgwell (1915)
- Wasted Lives, regia di Theodore Marston (1915)
- The Thirteenth Girl, regia di Theodore Marston (1915)
- The Surprises of an Empty Hotel, regia di Theodore Marston (1916)
- Beaned by a Beanshooter, regia di Theodore Marston (1916)
- Miss Warren's Brother, regia di Theodore Marston (1916)
- The Dawn of Freedom, regia di Paul Scardon e Theodore Marston (1916)
- The Secret Kingdom, regia di Charles Brabin e Theodore Marston - serial (1916)
- Come divenni deputato (In Again, Out Again), regia di John Emerson (1917)
- The Hidden Hand, regia di James Vincent (1917)
- The Challenge of Chance, regia di Harry Revier (1919)
- A Woman in Grey, regia di James Vincent (1920)
- The Valley of Doubt, regia di Burton George (1920)
- Life, regia di Travers Vale e, non accreditato, William A. Brady (1920)
- Crossed Currents (1921)
- The Wages of Sin (1922)
- When the Devil Drives, regia di Paul Scardon (1922)
- Between Two Husbands, regia (1922)
- Love in the Dark, regia di Harry Beaumont (1922)
- Stormswept, regia di Robert Thornby (1923)
- The White Flower, regia di Julia Crawford Ivers (1923)
- Bucking the Barrier, regia di Colin Campbell (1923)
- Tipped Off, regia di Finis Fox (1923)
- Rouged Lips, regia di Harold M. Shaw (1923)
- A Fool's Awakening, regia di Harold M. Shaw (1924)
- Barriers Burned Away, regia di W. S. Van Dyke (1925)
- The Girl on the Stairs, regia di William Worthington (1925)
- The Primrose Path, regia di Harry O. Hoyt (1925)
- Labbra di vergine (Virgin Lips), regia di Elmer Clifton (1928)
- L'ammiraglio (Shipmates Forever), regia di Frank Borzage (1935)
- Scandalo al collegio (How to Be Very, Very Popular), regia di Nunnally Johnson (1955)